# Salvador Carmona
José Salvador Carmona Álvarez (* 22. August 1975 in Mexiko-Stadt) ist ein ehemaliger mexikanischer Fußballspieler.
Insgesamt hat der Abwehrspieler 84 Länderspiele für Mexiko absolviert. Er spielte von 1994 bis 2000 bei Deportivo Toluca und von 2000 bis 2001 bei Atlante, anschließend wieder eine Saison bei Toluca, nach einer kurzen Station bei Guadalajara wechselte er 2005 vor dem Konföderationen-Pokal in Deutschland zu Cruz Azul.
Der Abwehrchef der Mexikaner Salvador Carmona spielte häufig über die rechten Außenbahn. Bei der Fußball-Weltmeisterschaft 1998 in Frankreich absolvierte er zwei Spiele. Wenig später bei der Qualifikation zur WM 2002 setzte er sich durch und wurde zum Stammspieler. Der Innenverteidiger war sehr kopfballstark.
Beim Konföderationen-Pokal 2005 nahm er an den Vorrundenspielen Mexiko gegen Japan (2:1) und gegen Weltmeister Brasilien (1:0) teil. Nach dem Überraschungssieg gegen die „Selecao“ wurde er neben Aarón Galindo wegen Dopings aus der Mannschaft suspendiert und wurde wegen Einnahme des anabolen Steroids Norandrosteron vom mexikanischen Verband FMF für ein Jahr gesperrt. Der Internationale Sportgerichtshof (CAS) in Lausanne sprach am 18. Mai 2007 eine lebenslange Sperre gegen den mexikanischen Nationalspieler aus, da er während seiner Sperre nochmals positiv getestet wurde.